# Офицерская казарма служителей Охтинского порохового завода
Офицерская казарма служителей Охтинского порохового завода — бывшая казарма работников Охтинского порохового завода, расположенная в Санкт-Петербурге по адресу шоссе Революции, 73, к северо-востоку от храма Ильи Пророка. С февраля 2001 года — выявленный объект культурного наследия России, с июня 2024 года — объект культурного наследия регионального значения.
Построена в 1831 году по проекту З. Ф. Краснопевкова. В советское время в здании казармы располагались коммунальные квартиры.

## Описание
Двухэтажное, прямоугольное в плане кирпичное здание с выступающим с тыльной части подъездом, маленьким левым флигелем и печным отоплением расположено посреди зелёной зоны. В XXI веке находится в разрушенном состоянии. Фасад здания, расположенный вплотную к шоссе Революции, затянут зелёной сеткой.
Ещё в 1960-е годы эта часть шоссе Революции была плотно застроена, однако уже к 1998 году соседних с казармой зданий не осталось.